# 아카 아흘리 FC
아카 아흘리 FC(아랍어: نادي الأخا الأهلي الرياضي عاليه)는 밤둔를 연고로 하는 레바논의 축구단이다. 현재 레바논 2부 리그에 참가하고 있다.

## 우승

### 국내
- 레바논 2부 리그: 1992–93

틀:레바논 2부 리그